# Rocchetta e Croce
Rocchetta e Croce é uma comuna italiana da região da Campania, província de Caserta, com cerca de 524 habitantes. Estende-se por uma área de 12 km², tendo uma densidade populacional de 44 hab/km². Faz fronteira com Calvi Risorta, Formicola, Giano Vetusto, Pietramelara, Riardo, Teano.

## Demografia
| Variação demográfica do município entre 1861 e 2011                               |
|                                                                                   |
| Fonte: Istituto Nazionale di Statistica (ISTAT) - Elaboração gráfica da Wikipedia |